# Mary Alden
Mary Alden (New York, 18 giugno 1883 – Woodland Hills, 2 luglio 1946) è stata un'attrice statunitense.
Fu una delle prime attrici di Broadway a lavorare a Hollywood, dove girò 118 film in 24 anni di attività.

## Biografia
Nata a New York, Mary Alden cominciò la sua carriera a Broadway dove calcò i palcoscenici di Broadway per cinque anni prima di partire per Hollywood, dove lavorò all'inizio per la Biograph e la Pathé. Dopo alcuni film, viene diretta da D.W. Griffith in Donna che ama, ricoprendo il ruolo della moglie tradita del protagonista, Donald Crisp.
L'anno seguente, Griffith la vuole anche in La nascita di una nazione, dove è Lydia Brown, una mulatta. Nel film, Alden è protagonista di una scena molto forte per l'epoca, scena che spesso viene rimossa nelle riedizioni per il suo contenuto erotico e razzista: Lydia insiste a voler essere considerata uguale al senatore Sumner davanti cui si trova. Davanti alla ricusazione dell'uomo, la mulatta si strappa la camicetta, gettandosi sul pavimento e lo accusa di aver tentato di violentarla.
Lavora anche in Intolerance: Love's Struggle Throughout the Ages. Dopo aver girato un film con Mary Pickford, lascia lo schermo per un breve periodo, tornando sulle scene teatrali.

## Filmografia
La filmografia - basata sulla filmografia IMDb - è completa. Quando manca il nome del regista, questo non viene riportato nei titoli
- The Better Way, regia di Wray Bartlett Physioc (1913)
- The Dividing Line, regia di Wray Bartlett Physioc (1913)
- The Grip of Jealousy (1913)
- Man and Woman, regia di Will S. Davis (1913)
- Love and Gold (1913)
- The Worker, regia di Will S. Davis (1913)
- Donna che ama (The Battle of the Sexes), regia di D.W. Griffith (1914)
- The Godfather, regia di James Kirkwood (1914)
- The Stiletto, regia di Arthur Mackley (1914)
- Cigar Butts  (1914)
- The Quicksands, regia di Christy Cabanne (1914)
- Dad's Outlaws (1914)
- Amore di madre o Home, Sweet Home, regia di D.W. Griffith (1914)
- The Lover's Gift (1914)
- For the Sake of Kate (1914)
- The Double Knot, regia di Raoul Walsh  (1914)
- Lord Chumley, regia di James Kirkwood (1914)
- The Severed Thong (1914)
- The Weaker Strain, regia di Donald Crisp (1914)
- The Vengeance of Gold (1914)
- A Red Man's Heart (1914)
- La seconda signora Roebuck (The Second Mrs. Roebuck), regia di John B. O'Brien (1914)
- The Milkfed Boy
- The Unpainted Portrait
- The Wrong Prescription, regia di Jack Conway (1914)
- A Woman Scorned, regia di John G. Adolfi (1914)
- Il topolino di campagna (The Little Country Mouse), regia di Donald Crisp (1914)
- Another Chance, regia di Donald Crisp (1914)
- The Old Maid, regia di John B. O'Brien (1914)
- In Fear of His Past (1914)
- The Old Fisherman's Story, regia di John B. O'Brien (1914)
- What Might Have Been, regia di John B. O'Brien (1915)
- La nascita di una nazione (Birth of a Nation), regia di D.W. Griffith (1915)
- The Lucky Transfer, regia di Tod Browning - cortometraggio (1915)
- The Slave Girl, regia di Tod Browning  (1915)
- The Outcast, regia di John B. O'Brien (1915)
- A Man's Prerogative, regia di George Nichols (1915)
- Spettri (Ghosts), regia di George Nichols e John Emerson (1915)
- Bred in the Bone, regia di Paul Powell (1915)
- The Lily and the Rose, regia di Paul Powell (1915)
- Her Mother's Daughter, regia di Paul Powell (1915)
- Acquitted, regia di Paul Powell (1916)
- I banditi del West (The Good Bad Man), regia di Allan Dwan (1916)
- Macbeth, regia di John Emerson (1916)
- An Innocent Magdalene, regia di Allan Dwan (1916)
- Intolerance: Love's Struggle Throughout the Ages, regia di D.W. Griffith (1916)
- Hell-to-Pay Austin, regia di Paul Powell (1916)
- Le colonne della società (Pillars of Society), regia di Raoul Walsh (1916)
- The Narrow Path, regia di Francis J. Grandon (1916)
- Less Than the Dust, regia di John Emerson (1916)
- The Argyle Case, regia di Ralph Ince (1917)
- The Land of Promise, regia di Joseph Kaufman (1917)
- The Naulahka, regia di George Fitzmaurice (1918)
- The Narrow Path, regia di George Fitzmaurice (1918)
- Common Clay, regia di George Fitzmaurice (1919)
- The Unpardonable Sin, regia di Marshall Neilan (1919)
- The Mother and the Law, regia di D.W. Griffith (1919)
- The Broken Butterfly, regia di Maurice Tourneur (1919)
- Erstwhile Susan, regia di John S. Robertson (1919)
- Silk Husbands and Calico Wives, regia di Alfred E. Green (1920)
- The Inferior Sex, regia di Joseph Henabery (1920)
- Parted Curtains, regia di John Bracken (1920)
- Miss Nobody, regia di Francis J. Grandon (1920)
- Milestones, regia di Paul Scardon (1920)
- Honest Hutch, regia di Clarence G. Badger (1920)
- The Witching Hour, regia di William Desmond Taylor  (1921)
- Snowblind, regia di Reginald Barker (1921)
- Il vecchio nido (The Old Nest), regia di Reginald Barker (1921)
- Disposing of Mother (1922)
- L'uomo con due madri (Man with Two Mothers), regia di Paul Bern (1922)
- The Hidden Woman, regia di Allan Dwan (1922)
- A Woman's Woman, regia di Charles Giblyn (1922)
- Notoriety, regia di William Nigh (1922)
- The Bond Boy, regia di Henry King (1922)
- Has the World Gone Mad!, regia di J. Searle Dawley (1923)
- The Tents of Allah, regia di Charles Logue (1923)
- The Empty Cradle, regia di Burton King (1923)
- The Steadfast Heart, regia di Sheridan Hall (1923)
- Penna d'aquila (The Eagle's Feather), regia di Edward Sloman (1923)
- Pleasure Mad, regia di Reginald Barker (1923)
- Painted People, regia di Clarence G. Badger (1924)
- A Fool's Awakening, regia di Harold M. Shaw (1924)
- When a Girl Loves, regia di Victor Halperin (1924)
- Trust Your Wife, regia di J.A. Barry (1924)
- Babbitt, regia di Harry Beaumont (1924)
- The Beloved Brute, regia di J. Stuart Blackton (1924)
- Siege, regia di Svend Gade (1924)
- Faint Perfume, regia di Louis J. Gasnier (1925)
- The Happy Warrior, regia di J. Stuart Blackton (1925)
- Under the Rouge, regia di Lewis H. Moomaw (1925)
- The Unwritten Law, regia di Edward LeSaint (1925)
- Soiled, regia di Fred Windemere (1925)
- The Plastic Age, regia di Wesley Ruggles (1925)
- The Earth Woman, regia di Walter Lang (1926)
- Lo studente (Brown of Harvard), regia di Jack Conway (1926)
- Mammina (Lovey Mary), regia di King Baggot (1926)
- April Fool, regia di Nat Ross (1926)
- The Potters, regia di Fred C. Newmeyer (1927)
- Sogni dorati (The Joy Girl), regia di Allan Dwan (1927)
- Twin Flappers (1927)
- Fools for Luck, regia di Charles Reisner (1928)
- Ladies of the Mob, regia di William A. Wellman (1928)
- I cosacchi (The Cossacks), regia di George W. Hill e Clarence Brown (1928)
- Sawdust Paradise, regia di Luther Reed (1928)
- Someone to Love, regia di F. Richard Jones (1928)
- Port of Dreams, regia di Wesley Ruggles (1929)
- The Bad Sister, regia di Hobart Henley (1931)
- Lo sciopero delle mogli (Politics), regia di Charles Reisner (1931)
- Hell's House, regia di Howard Higgin (1932)
- When a Fellow Needs a Friend, regia di Harry A. Pollard (1932)
- Rasputin e l'imperatrice (Rasputin and the Empress), regia di Richard Boleslawski e Charles Brabin (1932)
- Strano interludio (Strange Interlude), regia di Robert Z. Leonard (1932)
- Ritornerà primavera (One More Spring), regia di Henry King (1935)
- The Great Hotel Murder, regia di Eugene Forde (1935)
- Gentle Julia, regia di John G. Blystone (1936)
- Legion of Terror, regia di Charles C. Coleman (1936)
- Career Woman, regia di Lewis Seiler (1936)
- That I May Live, regia di Allan Dwan (1937)